# 諾森伯蘭 (紐約州)
諾森伯蘭（英語：Northumberland）是一個位於美國紐約州薩拉托加縣的鎮。

## 人口
根據2020年美國人口普查的數據，諾森伯蘭的面積為85.26平方千米，當中陸地面積為83.65平方千米，而水域面積為1.60平方千米。當地共有人口5242人，而人口密度為每平方千米61人。